# Maagdenburgs recht
Het Maagdenburgs recht  was een vorm van stadsrecht waarvan de oorsprong in Maagdenburg gezocht moet worden. Het gold voornamelijk in Oost-Europa, waar het vaak in een Sleeswijker of Poolse variant werd aangetroffen; het Neumarkter Recht of de noordelijke variant het Kulmer Recht.